# 阿登佐岳
阿登佐岳（アトサヌプリ、アイヌ語：アツ゚サヌプリ、Атушанупури, Atusanupuri 英: Atsonupuri、阿登佐登とも書く）は千島列島の択捉島に所在する活火山。択捉阿登佐岳とも呼ばれる。標高は1,209メートル。安山岩と玄武岩による二重式成層火山であり、その姿が富士山に似ていることから択捉富士と呼ばれる。
噴火が1812年（文化9年）に記録されている。また、1932年（昭和7年）にも噴火した可能性がある。
なお、北海道弟子屈町に所在するアトサヌプリ（別名：硫黄山）とは別の山である。

## 山名の由来
山名はアイヌ語で裸を意味する「アトゥサ（atusa）」と山を意味する「ヌプリ（nupuri）」に由来する。アイヌ語学者の知里真志保によれば、アイヌは北海道や南千島の熔岩・硫黄に覆われた火山を「アトゥサヌプリ」と呼んだ。

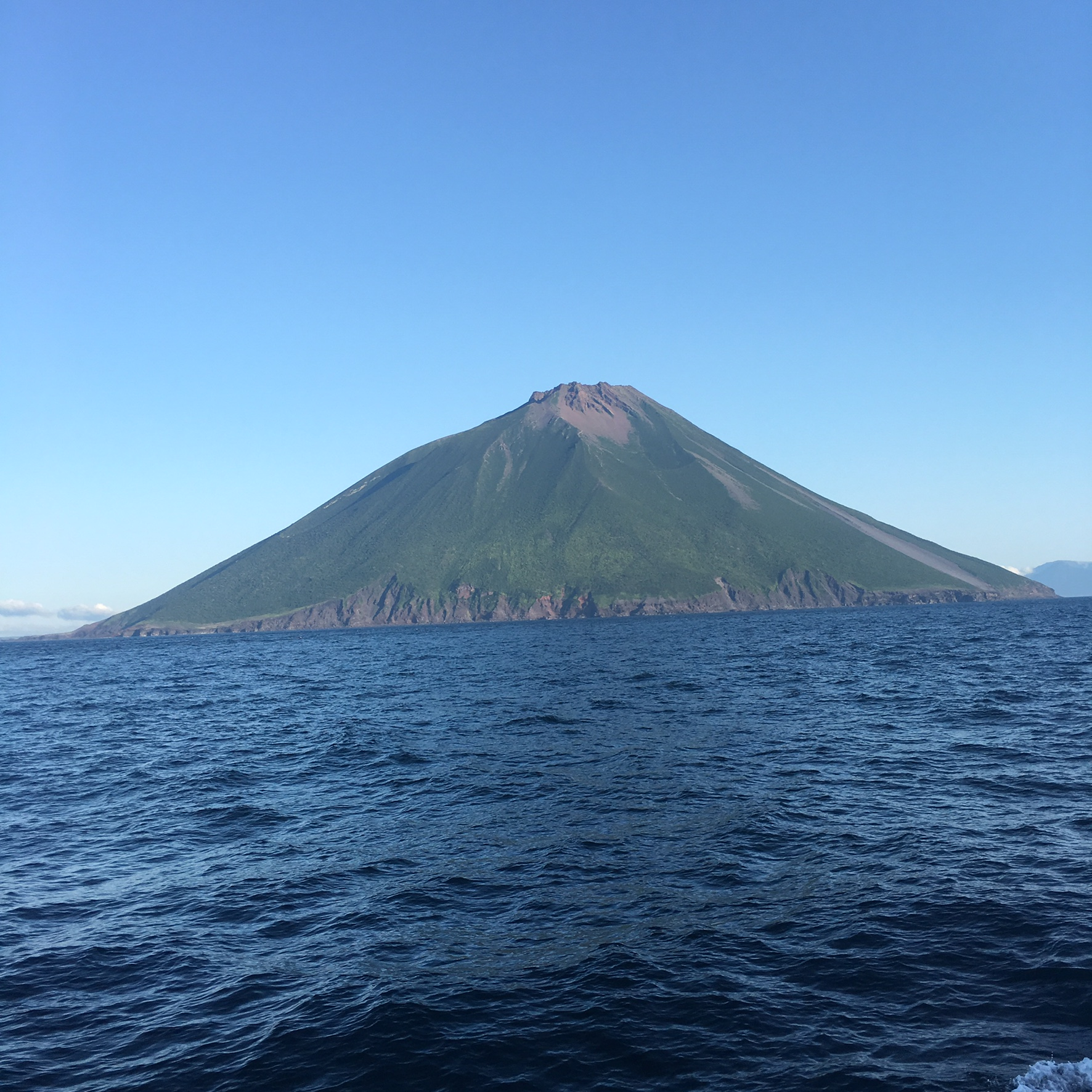
北北西から